# قوات شيخ الكرامة
قوات شيخ الكرامة هي جماعة مسلحة متمركزة في محافظة السويداء في جنوب شرق سوريا مؤلفة من مواطنين دروز ويقودها شقيقان من أبناء مؤسس جماعة درزية أخرى تسمى رجال الكرامة عام 2013 وقادت مجموعته حتى وفاته عام 2015. اشتبكت الجماعة مع القوات الحكومية السورية وحزب الله في مناسبات عديدة، مع أن الجماعة قاتلت مع القوات الحكومية السورية والقوات شبه العسكرية المتحالفة معها وهي ليست جزءً من الجيش السوري الحر الوطني أو المعارضة السورية العامة. كان أعضاء من الطائفة الدرزية والمجموعة مستهدفين من قبل الحكومة السورية، وقد زعمت المجموعة أنه تم القبض على عدد من أعضاء الطائفة الدرزية في محافظة السويداء وتعذيبهم بتهمة الإرهاب.

## الخلفية
يقود قوات الكرامة أخوين هما ليث وفهد البلعوس، وهما من أبناء قائد محلي بارز اسمه وحيد البلعوس أسس ميليشيا عام 2012 تسمى «رجال الكرامة» في السويداء. كان هناك أيضًا صراع داخلي في المجموعة بين قيادة المجموعة وقائد قتل لاحقًا في مايو 2019.

### رجال الكرامة
ظهرت مجموعة رجال الكرامة عام 2014 مع أنصار وحيد البلعوس الذي كان منشقًا للحكومة في الطائفة الدرزية ودعا في البداية إلى عزل الحكومة السورية. ومع ذلك، لوحظ أنه وحركته لا يدعمان الحكومة السورية ولا يعارضانها بالضرورة، بل يريدان الإصلاح والخطوات التي يجب اتخاذها للحد من الفساد داخل الحكومة السورية. كما كانت هناك تكهنات حول ما إذا كان يريد إقامة دولته الدرزية الانفصالية الخاصة به أو عقد صفقة مع الجيش السوري الحر من أجل الحكم الذاتي. ومع ذلك، كان من المعروف أن مؤيديه يستخدمون علم النظام البعثي السوري ويشيرون إلى الجيش السوري باحترام باسم الجيش العربي السوري. كما شددت المجموعة على الدفاع الصارم عن النفس، وادعت أنها حصلت على دعم من الطائفة الدرزية في إسرائيل التي أسمتها فلسطين بدلًا من ذلك، وترفض تعاون الدروز مع الحكومة الإسرائيلية. رجال الكرامة لم يعارضوا الجيش السوري. ومع ذلك، فقد عارضوا برنامج التجنيد الحكومي، وبدلًا من ذلك أرادوا التركيز على الدفاع المحلي.
قُتل وحيد البلعوس في انفجار سيارة مفخخة عام 2015. بعد وفاته، ظهرت العديد من التقارير الكاذبة عن انضمام المسلحين الدروز إلى الجيش السوري الحر، وأن مجموعة درزية جديدة للجيش السوري الحر قد تم إنشاؤها في السويداء، كجزء من الحرب الأهلية السورية الكبرى التي تركت السويداء إلى حد كبير دون أن تتأثر. بعد الاغتيال، أصدرت الجماعة بيانًا اتهمت فيه الحكومة. ومع ذلك، أعربت الجماعة عن أنها سيواصلون العمل في إطار تدعمه الحكومة. كما استولى زعيم جديد على المجموعة المسماة يدعى يحيى الحجار. ومع ذلك، وبسبب الخلافات مع قيادة الحجار، انفصل الأخوان بلوس عن رجال الكرامة وشكلوا قوات شيخ الكرامة. ومع ذلك، فإنهم لا يحملون توترات مع رجال الكرامة.

## التاريخ
في عام 2015، تأسست المجموعة بعد انشقاقها عن ميليشيا رجال الكرامة الدروز.
في 21 فبراير 2019، هاجمت قوات الشيخ الكرامة قوات المخابرات العسكرية شبه العسكرية التابعة للحكومة السورية في السويداء، بسبب استيلاء الحكومة على منزل في المدينة قبل سنوات، يخص أحد عناصر المعارضة السورية، بعد أن طلبت عائلة ذلك العضو من المجموعة مساعدتهم على استعادة المنزل من الحكومة.
في 3 مايو 2019، قُتل أحد قادة الجماعة يدعى وسام عيد على يد مسلحين مجهولين جنوب السويداء. في البداية نجا من الاغتيال، لكنه مع ذلك توفي في وقت لاحق في المستشفى بسبب إصابات من الهجوم. وفي نفس اليوم، هاجم مسلحون موقعًا للاستخبارات العسكرية للحكومة السورية. لكن، نفت قوات شيخ الكرامة أن تكون وراء الهجوم على المخابرات العسكرية. وبحسب ما ورد قاد وسام فصيله في المجموعة التي كانت علاقته متوترة مع قيادتها الرئيسية وكان في السابق هدفًا لمحاولة اغتيال في أبريل 2019، وقد اتهم كل من فصيل وسام والقيادة الرئيسية بعضهم البعض بارتكاب جرائم بما في ذلك الخطف والقتل.
في 4 ديسمبر 2019، أصدرت المجموعة بيانًا دعا أهالي محافظة السويداء بالخارج إلى إرسال مساعدات مالية بسبب زيادة معدل الفقر في المنطقة، حسبما ورد. كما استنكرت المجموعة برامج المساعدات من الحكومة السورية وروسيا. كما تدعي الجماعة أن الحكومة أهملت عمدًا المحافظة، وأنها استدعت القوات الروسية كقوات احتلال، وادعت أيضًا أنها كانت تسرق من سوريا.
في 26 مارس 2020، اشتبكت الجماعة مع الجيش السوري في الجزء الجنوبي من محافظة السويداء. وخلال الاشتباكات، قتل 4 مقاتلين من قوات الشيخ الكرامة وقتل مقاتل مؤيد للحكومة. وبعد الاشتباكات، أعلنت قوات الكرامة أنها تزيد من مستوى استعدادها لمواجهة المواجهات المستقبلية مع الحكومة، وقبل أيام من الاشتباكات، تبادلت المجموعة السجناء مع الحكومة.